# Доскинский сельсовет
Доскинский сельсовет — сельское поселение в Богородском районе Нижегородской области Российской Федерации.
Административный центр — село Доскино.

## История
Статус и границы сельского поселения установлены Законом Нижегородской области от 15 июня 2004 года № 60-З «О наделении муниципальных образований - городов, рабочих посёлков и сельсоветов Нижегородской области статусом городского, сельского поселения».

## Население
| 2002  | 2010  | 2012  | 2013  | 2014  | 2015  | 2016  |
| ----- | ----- | ----- | ----- | ----- | ----- | ----- |
| 5769  | ↗6059 | ↗6280 | ↗6481 | ↗6731 | ↘6602 | ↗6617 |
| 2017  | 2018  | 2019  | 2020  |       |       |       |
| ↗6631 | ↗6817 | ↗6949 | ↗7180 |       |       |       |

## Состав сельского поселения
| №  | Населённый пункт | Тип населённого пункта       | Население |
| -- | ---------------- | ---------------------------- | --------- |
| 1  | Банниково        | деревня                      | ↗16       |
| 2  | Буревестник      | посёлок                      | ↗3219     |
| 3  | Бурцево          | деревня                      | ↗88       |
| 4  | Великосельево    | деревня                      | ↗88       |
| 5  | Доскино          | село, административный центр | ↗812      |
| 6  | Ефимьево         | село                         | ↗38       |
| 7  | Копнино          | деревня                      | ↗36       |
| 8  | Крутец           | деревня                      | ↗54       |
| 9  | Мирный           | посёлок                      | ↘6        |
| 10 | Окский           | посёлок                      | ↘1359     |
| 11 | Поляны           | деревня                      | ↗22       |
| 12 | Стрелково        | деревня                      | ↗15       |
| 13 | Хватково         | деревня                      | ↘70       |
| 14 | Шумилово         | деревня                      | ↗236      |